# 어니스트 베빈
어니스트 베빈(영어: Ernerst Bevin, 1881년 3월 9일~1951년 4월 14일)은 영국의 정치인이다. 노동당 소속이며 클레멘트 애틀리 총리 밑에서 외무장관을 맡았다. 외무장관으로서 강력한 반소·반공 외교를 지휘했으며 북대서양 조약 기구 설립을 주도하였다. 모스크바 삼국 외상 회의의 영국 대표이기도 하다.